# Rhinoderma
Rhinoderma é um género de anfíbios da família Rhinodermatidae. Está distribuído por Chile e Argentina.

## Espécies
- Rhinoderma darwinii Duméril and Bibron, 1841
- Rhinoderma rufum (Philippi, 1902)